# 大栅栏西街
39°53′42″N 116°23′33″E / 39.8948946°N 116.3925157°E

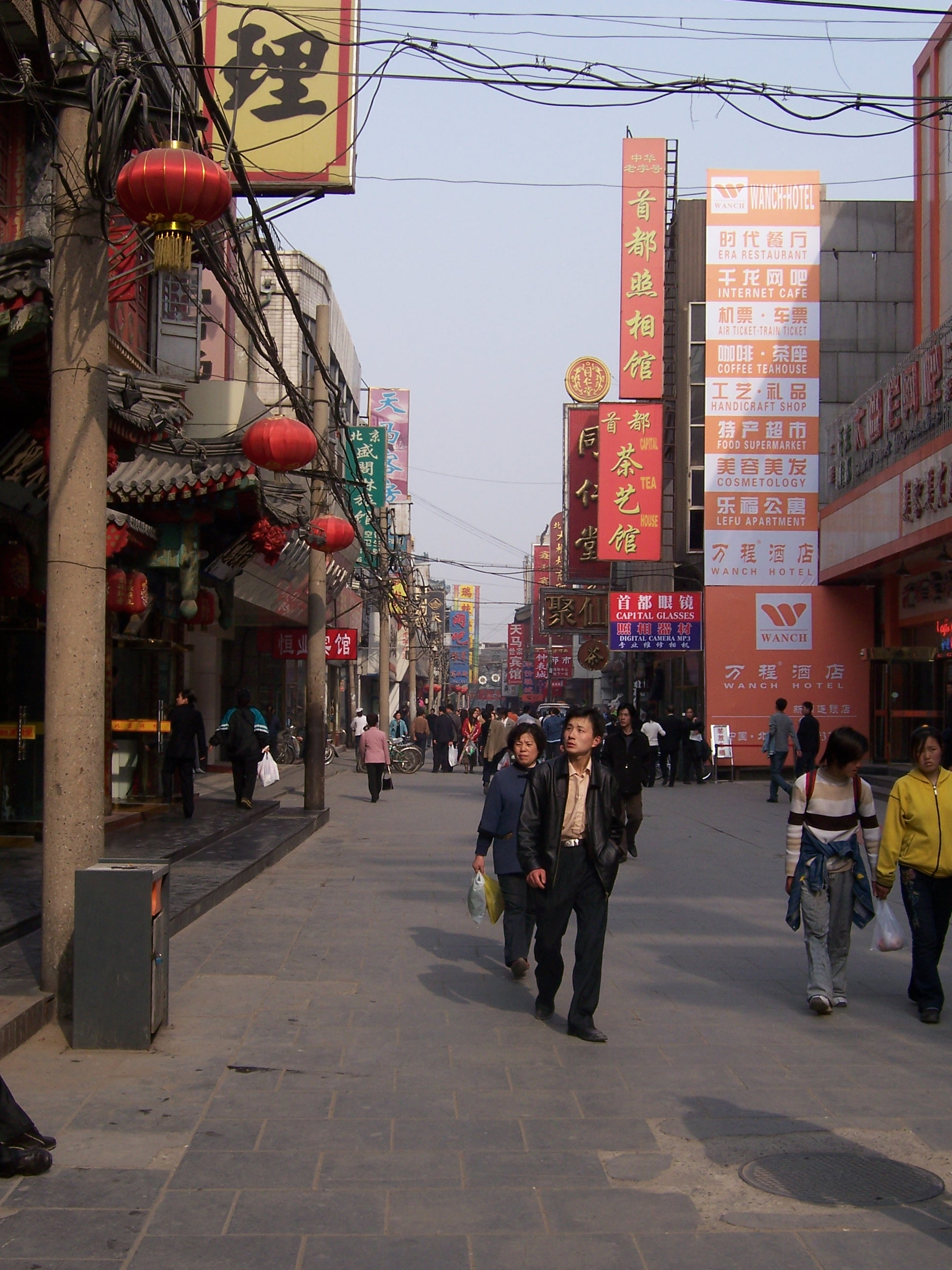
2006年的大栅栏西街，自西向东拍摄。

大栅栏西街，是位于北京市西城区南部的一条胡同。

## 简介
大栅栏西街是一条自东北向西南的胡同。东起煤市街，与大栅栏街连接，西到樱桃斜街和铁树斜街东口交汇处，全长323米。明朝时称“观音寺”，因该街有座观音寺而得名。1965年北京市整顿地名时，因为观音寺在北京有重名者，所以改称“大栅栏西街”。
大栅栏西街上，有知名的青云阁。有两百多年历史的青云阁曾在1905年重新翻建，是座轿子楼建筑。青云阁分为三层，中庭是跑马廊。青云阁为清末民初北京四大商场之首，当时便引进了台球。青云阁内还设有普珍园菜馆、玉壶春茶楼等不少老字号。鲁迅在北京14年中常到青云阁内的玉壶春茶楼，最爱吃玉壶春的春卷、虾仁面等点心。康有为、梁启超、梁实秋等名人也常来青云阁品茶会友。蔡锷在青云阁的普珍园结识小凤仙，并且多次在普珍园小酌，普珍园的名菜“辣子凤节”受到小凤仙喜爱。1980年代根据蔡锷与小凤仙的爱情传说改编的电影《知音》，也曾在青云阁拍摄。中华人民共和国成立后，青云阁作为北京市人民政府的第一个招待所，获政府大力保护，故成为目前北京市唯一保存完整的轿子楼建筑。
沿青云阁向东走，距离大栅栏西街东口很近的地方，有家“龙晓宾馆”。这座四方形的三层楼房的前身是东升平浴堂。《燕游异闻随录》一书记载：“升平园是第一家最整洁的浴池。在此之前京师已有浴池，但都是空气污浊、蒸气逼人，升平园内部之秩序、外观之美丽，皆灿然可观，一新眼界。浴堂内分三等，即福堂、官堂、客堂。每日人为之满，而该楼生意俨握北京浴堂之专利。”这家“东升平”浴池设备最好，价格也最高。中共地下党曾将该浴池作为联络点。当时中共负责地下工作的赵凡、苏一夫、万一等人，经常来“东升平”浴池，用特等官堂的单间接头。他们打扮成大老板前来洗澡，实际是来听取中共地下党支部的工作汇报，并且布置工作任务。赵凡每次来“东升平”浴池接头，都用三层的4号或6号房。
粹华理发店原来也是知名的字号。如今这家理发店早已变成一家旅馆。
经过6个多月的修缮后，2009年10月，大栅栏西街重新开街，再现1920年代至1930年代的历史风貌。原设在该街东口附近的绿色牌坊保留，牌坊上面有“观音寺街”四个大字。11家曾在大栅栏门框胡同、廊房二条经营，后因前门大栅栏地区拆迁改造而四散的北京小吃老字号，此次被请到大栅栏西街青云阁，包括爆肚冯、羊头马、豆腐脑白、年糕钱等等。此外还对青云阁、京华客栈、观音寺等18处文物级建筑设立标志。宣武区人民政府希望通过大栅栏西街使大栅栏和琉璃厂逐渐得到贯通，并且希望通过此次修缮，使大栅栏西街的商业业态从近些年占据主导地位的中低端小旅馆转变为汇聚老字号及经济型酒店、四合院酒店等特色住宿业。